# Piaggio P180 Avanti
Piaggio P180 Avanti je talijanski dvomotorni poslovni avion. U kabini s tlačnim zrakom može prevoziti do devet putnika. Avionom može upravljati jedan ili dva pilota. 

## Konstrukcija
Neobične je konstrukcije. Na krilima smještenim više prema repu zrakoplova nalaze se dva turbo-prop motora koji pokreću potisne propelere. U nos aviona ugrađeni su kanardi (vodoravni stabilizatori) jer kod velikih napadnih kutova propeleri remete opstrujavanje zraka oko repnih stabilizatora.

## Razvoj
P.180 testiran je u aerotunelu u Italiji i SAD-u 1980. i 1981. godine. U suradnji s Learjet-om razvoj zrakoplova počeo je 1982. a završi0 1986. godine kada polijeće prvi prototip. Američki certifikat dobiven je 1990. Utjecaj Learjeta je vidljiv u dvije "delta peraje" učvršćene na dnu repa, kakve se nalaze na većini njegovih aviona. Peraje pomažu u stabilizaciji zrakoplova u slučaju gubitka uzgona pri većem napadnom kutu krila (en. Stall). Prvih dvanaest trupova aviona su proizvedeni u tvornici H & H Parts and Plessey Midwest (Wichita) a zatim su prebacivani u Italiju na završno sklapanje. Avanti Aviation Wichita ostao je bez novaca u 1994. i projekt je stajao sve dok se 1998. godine nije uključila grupa investitora na čelu s Piero Ferrariem (sin Enza Ferraria). 100. zrakoplov je isporučen u listopadu 2005. a 150. već u svibnju 2008. godine.
Modernizirani Avanti II europsku i američku letnu dozvolu dobio je studenom 2005. godine. Šest mjeseci kasnije već je 70 aviona bilo u upotrebi uključujući 36 koji su počeli letjeti za Avantair. S novim Pratt & Whitney PT6 turbo-prop motorima avion je uz veću ekonomičnost goriva brži oko 11 mph; ugrađena je i nova "Glass cockpit" pilotska kabina s EFIS sustavom što je smanjilo "nered" na kontrolnoj ploči. Osim smjera leta, visine leta i navigacije, ravni zaslon u boji prikazuje informaciju blizine drugog zrakoplova (izbjegavanje sudara), blizinu terena i grafički prikaz trenutnih vremenskih uvjeta.

## Inačice
- P.180 Avanti - prva proizvodna inačica.
- P.180 Avanti II - poboljšana inačica: moderni Pratt & Whitney Canada PT6 motori, "Glass cockpit" pilotska kabina, prikaz izbjegavanja sudara, blizine tla i grafički prikaz trenutnih vremenskih uvjeta.
- P.180 M - vojna inačica. Mješovita konfiguracija za VIP i namjenski prijevoz, radarski sustavi FLIR i SAR i sustav nadgledanja i praćenja.
- P.180 RM - radio kalibriranje. Opremljen protu-raketnim sustavom.
- P.180 AMB - ambulantni servis.
- P.180 APH - kartografija.

## Tehničke karakteristike
Osnovne karakteristike
- posada: 1 ili 2 pilota
- kapacitet: do 9 putnika
- dužina: 14,40 m
- raspon krila: 14,03 m
- površina krila: 16 m2
- visina: 3,97 m

Letne karakteristike
- najveća brzina: 737 km/h
- ekonomska brzina: 644 km/h
- dolet: 2.592 km
- brzina penjanja: 14,98 m/s
- najveća visina leta: 12.500 m
- specifično opterećenje krila: 327 kg/m2
- motor: 2× Pratt & Whitney Canada PT6A-66 turboprop motora